# Великодырчинский сельский совет
Великодырчинский сельский совет (укр. Великодирчинська сільська рада) — входит в состав
Городнянского района
Черниговской области
Украины.
Административный центр сельского совета находится в 
с. Великий Дырчин
.

## Населённые пункты совета
- с. Великий Дырчин
- с. Лашуки
- с. Малый Дырчин